# Alex Wubbels
Alexandra „Alex“ Wubbels (* 23. Januar 1976 in Aspen, Colorado) ist eine amerikanische Krankenschwester und ehemalige alpine Skifahrerin, die bei den Olympischen Winterspielen 1998 und den Olympischen Winterspielen 2002 unter ihrem Geburtsnamen Alexandra Shaffer konkurrierte.

## Leben

### Karriere
Sie trat bei den Alpinen Skiweltmeisterschaften 1999 an und belegte den 15. Platz im Slalom und den 27. im Riesenslalom. In der Kombination kam sie im Jahr zuvor bei den Olympischen Winterspielen 1998 mit Platz 9 in die Top Ten. Sie nahm auch an den Olympischen Winterspielen 2002 teil und belegte im Riesenslalom den 28. Platz. Sie hat 1999 mehrere US-Medaillen gewonnen, darunter Gold im Riesenslalom und im Slalom. 2004 beendete sie ihre Karriere als Sportlerin.

### Privatleben
Im Juni 2014 heiratete sie den Wintersportler Cory Wubbels. Im Dezember 2014 bekamen sie ihr erstes Kind.

## Blutabnahme-Vorfall
Am 26. Juli 2017 wurde Alex Wubbels vorübergehend festgenommen, während sie gerade ihren Dienst als leitende Krankenschwester im University of Utah Hospital in Salt Lake City versah. Der Vorfall wurde durch die Body-Cams der anwesenden Polizisten aufgezeichnet. Der Polizeibeamte der die Festnahme durchführte, Det. Jeff Payne vom Salt Lake City Police Department, verlangte eine Blutabnahme von einem bewusstlosen Patienten. Wubbels hielt sich an die Vorschriften der Universitätsklinik, nach denen bei bewusstlosen Patienten eine Blutabnahme nur erlaubt sei, wenn es eine richterliche Anordnung gibt, oder der Patient der Blutabnahme zuvor zugestimmt hatte, oder wenn der Patient verhaftet ist. Keine dieser Bedingungen traf zu. Aus diesem Grund lehnte sie es ab, dem Polizisten die Blutabnahme zu gestatten, woraufhin dieser ihr die Handschellen anlegte. Danach brachte er sie zu seinem Dienstwagen, ließ sie auf dem Beifahrersitz Platz nehmen, und schnallte ihr den Sicherheitsgurt an. Wubbels wurde kurz darauf ohne Anklage wieder freigelassen.
Der Vorfall wurde am 31. August 2017 publik, als Wubbels zusammen mit ihrer Rechtsanwältin eine Pressekonferenz abhielt, bei der sie unter anderem ihre Gründe für die Veröffentlichung der Aufnahmen bekannt gab. Am 1. September 2017 wurde von Bürgermeisterin Jackie Biskupski und Polizeichef Mike Brown eine Pressekonferenz abgehalten, und zudem eine gemeinsame Presseerklärung herausgegeben. Wubbels akzeptierte die offiziellen Entschuldigungen. Am 4. September 2017 hielt das University of Utah Hospital eine eigene Pressekonferenz ab.
Payne wurde am 10. Oktober 2017 entlassen.